# امامزاده محمد و عبدالله
امامزاده محمد و عبدالله مربوط به سدهٔ ۸ و ۹ ه.ق است و در شهرستان شمیرانات، بخش لوسانات، روستای بوجان واقع شده و این اثر در تاریخ ۱ مهر ۱۳۸۲ با شمارهٔ ثبت ۱۰۳۸۳ به‌عنوان یکی از آثار ملی ایران به ثبت رسیده است.